# ونتی (بازیگر)
ونتی (انگلیسی: Vanity؛ زادهٔ ۴ ژانویهٔ ۱۹۵۹) یک موسیقی‌دان اهل کانادا است.
از فیلم‌ها یا برنامه‌های تلویزیونی که وی در آن نقش داشته است می‌توان به آخرین اژدها و اکش جکسون اشاره کرد.